# قاسم دهنوي
قاسم دهنوي (بالفارسية: قاسم دهنوى) هو لاعب كرة قدم إيراني من مواليد 21 مارس 1981، مشهد، لعب في صفوف نادي مس رفسنجان. ونادي مس كرمان، ونادي برسبوليس. ونادي صبا قم.

## روابط خارجية
- قاسم دهنوي على موقع قاعدة بيانات كرة القدم.إي يو (الإنجليزية)